# USS Ordronaux (DD-617)
USS Ordronaux (DD-617) – niszczyciel typu Benson. Został odznaczony trzema battle star za służbę w czasie II wojny światowej.
W czasie II wojny światowej głównie na europejskim teatrze wojennym.